# NGC 6219
NGC 6219 في الفهرس العام الجديد، هي مجرة، تقع في كوكبة الجاثي. اكتشفت في 10 يونيو 1863 بواسطة ألبرت مارث.

## روابط خارجية
- NGC 6219 على موقع ويكي سكاي: DSS2, SDSS, GALEX, IRAS, Hydrogen α, X-Ray, Astrophoto, Sky Map, Articles and images